# Perșotravneve, Bilopillea
Perșotravneve (în ucraineană Першотравневе) este un sat în comuna Suprunivka din raionul Bilopillea, regiunea Sumî, Ucraina.

## Demografie
Componența lingvistică a localității Perșotravneve
     Ucraineană (90%)
     Belarusă (6,67%)
     Rusă (3,33%)
Conform recensământului din 2001, majoritatea populației localității Perșotravneve era vorbitoare de ucraineană (90%), existând în minoritate și vorbitori de belarusă (6,67%) și rusă (3,33%).